# Paktia gardezae
Paktia gardezae is een rechtvleugelig insect uit de familie Pamphagidae. De wetenschappelijke naam van deze soort is voor het eerst geldig gepubliceerd in 1970 door Pfadt.